# Minuartia mediterranea
Minuartia mediterranea é uma espécie de planta com flor pertencente à família Caryophyllaceae. 
A autoridade científica da espécie é (Ledeb. ex Link) K. Malý, tendo sido publicada em Glasn. Zemaljsk. Muz. Bosni Hercegovini 20: 563 (1908).

## Portugal
Trata-se de uma espécie presente no território português, nomeadamente em Portugal Continental.
Em termos de naturalidade é nativa da região atrás indicada.

## Protecção
Não se encontra protegida por legislação portuguesa ou da Comunidade Europeia.